# Zdravstveni izid
Zdrávstveni izídi so klinični, humanistični in/ali ekonomski rezultati uporabe ali neuporabe določene zdravstvene tehnologije.

## Klinični izidi
Klinični izidi so zdravstveni dogodki, ki se pojavijo kot posledica bolezenskega stanja in/ali zdravljenja.

## Humanistični izidi
Humanistični izidi zajemajo posledice bolezni in/ali njenega zdravljenja, ki jih občutijo bolniki in o njih poročajo. Gre za s strani bolnika ocenjeni status bolezni, doživljanje neželenih učinkov, zadovoljstvo z zdravljenjem ter ocenjeno dobrobit.

## Ekonomski izidi
Med ekonomske izide spadajo različne vrste stroškov. Ločimo:
- neposredne medicinske,
- neposredne nemedicinske,
- posredne in
- neotipljive stroške.

Neposredni medicinski stroški so stroški zdravil, priprave zdravila za uporabo, opreme in pripomočkov, nadzora bolnikovega stanja, diagnostičnih pregledov, ambulantnih pregledov, hospitalizacij, obravnave neželenih učinkov itd. Neposredni nemedicinski stroški so lahko stroški za prevoz, pripomočke za nego doma ipd. Posredni stroški so stroški povezani z zmanjšano produktivnostjo bolnikov in skrbnikov (bolniški stalež, zmanjšanje ali izguba osebnega dohodka, odsotnost od dela, invalidnost, prezgodnja upokojitev) in prezgodnjo umrljivostjo. Med neotipljive stroške sodijo stroški, ki se pripišejo bolečini, trpljenju ali čustveni prizadetosti zaradi bolezni, zdravstvenega stanja ali zdravstvene oskrbe.